# Dugoticalci
Dugoticalci (Nematocera), podred kukaca u redu dvokrilaca (Diptera) čiji predstavnici nose naziv po dugim, tankim i lomljvim nogama. U dugoticalce pripadaju komari (Tipulidae), komarci (Culicidae), gljivarci (Mycetophilidae), šišarice (Cecidomyidae), dlakarice (Bibionidae), braničevke (Simuliidae), trzalci (Chironomidae), leptirašice (Psychodidae).
Ličinke i kukuljice ovih kukaca žive u vodi.

## Infraredovi
- Infrared: Axymyiomorpha McAlpine, 1981
- Infrared: Bibionomorpha Hennig, 1954
- Infrared: Blephariceromorpha Rohdendorf, 1961
- Infrared: Culicomorpha Hennig, 1948
- Infrared: Psychodomorpha Hennig, 1960
- Infrared: Ptychopteromorpha Wood & Borkent, 1986
- Infrared: Tipulomorpha Rohdendorf, 1946

## Vanjske poveznice
|  | Zajednički poslužitelj ima još gradiva o temi Dugoticalci |
|  | Wikivrste imaju podatke o taksonu Dugoticalcima           |